# Albert Sacco, Jr.
Albert Sacco, Jr. est un astronaute américain né le 3 mai 1949.

## Vols réalisés
Il réalise un unique vol à bord de Columbia STS-73, le 20 octobre 1995.